# Nilda Garré

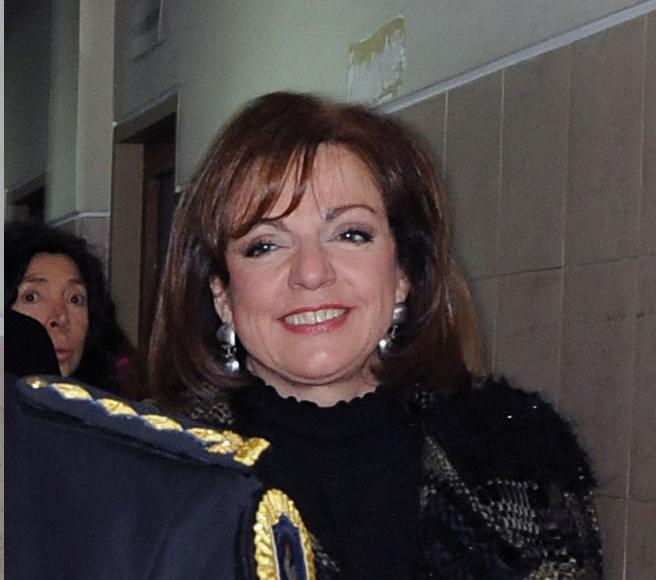
Nilda Garré.

Nilda Garré, född 3 november 1945 i Barrio San Telmo, Buenos Aires, är en argentinsk politiker (peronistpartiet) och jurist. Hon var Argentinas första säkerhetsminister 2010–2013. Tidigare var hon försvarsminister 2005–2010 och den första kvinnan att inneha den posten. Hon tog juristexamen vid Universidad del Salvador.